# 麥基爾法語行動
麥基爾法語行動（法語︰Opération McGill français，英語︰Operation McGill français）是在寂静革命期間，於1969年3月28日舉行在加拿大魁北克蒙特婁市的一次大型街頭示威活動，主要目標是讓麥吉爾大學成為講法語的教育機構。抗議者約15000名包括了工會成員、魁北克民族主義者、學生和其他提出許多不同要求的左翼分子。抗議者舉著「McGill aux Québécois！」及「McGill aux travailleurs」標語，分別大致翻譯為「麥基爾屬於魁北克人」和「麥基爾屬於工人」。